# Chrysoprasis concolor
Chrysoprasis concolor är en skalbaggsart som beskrevs av Ludwig Redtenbacher 1868. Chrysoprasis concolor ingår i släktet Chrysoprasis och familjen långhorningar.
Artens utbredningsområde är:
- Paraguay.
- Uruguay.

Inga underarter finns listade i Catalogue of Life.